# Victor Konwlo
Victor Konwlo (né le 1er février 1975 à West Point, au Liberia) était un joueur international de football libérien. Il a joué principalement dans différents clubs français et portugais, mais aussi  camerounais et néerlandais au poste de milieu de terrain mais aussi au poste d'attaquant.

## Carrière

### En club
Victor Konwlo commence sa carrière avec le Canon Yaoundé club camerounais, avec qui il découvre le championnat camerounais. Il reste peu de temps et s'envole peu après la fin du championnat, pour l'Europe et c'est en France qu'il rebondit avec l'AS Cannes, ou il parvient à jouer tout de même dix matches en deuxième division et parvient même à obtenir la promotion en première division avec son club.
Alors en première division, il n'obtient pas encore sa chance avec l'équipe première. Sa deuxième saison, il la passe principalement en réserve en effectuant quatorze rencontres et trois buts. Pendant la saison 1994-95, une nouvelle fois il la passe en réserve mais joue cependant une rencontre avec l'AS Cannes.
Afin d'obtenir plus de temps de jeu, il est envoyé en prêt à l'AS Nancy-Lorraine et dispute la deuxième division. Il y joue dix rencontres pour un but à son compteur. Victor Konwlo fait son retour à la fin de la saison à Cannes, mais n'obtient pas pour autant plus de temps de jeu, c'est ce qui le pousse à partir vers l'étranger du côté de l'AZ Alkmaar pendant le mercato hivernal de la saison 1997-98.
À Alkmaar, il y joue une demi-saison et effectue onze rencontres et un but. C'est alors qu'il s'engage au Portugal aux dépens du FC Paços de Ferreira et joue alors en deuxième division. C'est un échec, et joue très peu cependant il est appelé avec l'équipe du Liberia et fait ainsi ses débuts internationaux. Sa carrière régresse, et il rejoint par la suite le Caldas SC pendant deux saisons. Pendant la saison 2001-02, il rejoint un club voisin l'AD Portomosense avec qui il découvre la quatrième division.
À la suite de son aventure au Portugal, il refait surface en France et il rejoint l'US Cagnes pendant la saison 2002-03, et dispute ainsi la CFA 2. La saison suivante, il rejoint un autre club français, la Trinité SFC, avant de mettre un terme à la fin de la saison 2003-04.

### Carrière internationale
Victor Konwlo commence sa carrière internationale à vingt quatre ans, durant un match de qualifications à la coupe d'Afrique des nations. Il fait sa grande première en jouant toute la rencontre le 28 février 1999 entre le Liberia et l'Algérie (1-1).
Pour sa deuxième sélection il est hauteur de son premier but international, une nouvelle fois face à l'Algérie. Malheureusement pour lui et son équipe, le Liberia encaisse une lourde défaite (1-4), le 9 avril 1999. Avec le Liberia, il embauchera une troisième sélection face à la Tunisie, le 20 juin 1999 gagné (2-0).
Par la suite il n'est plus appelé, et aura au total disputé 3 sélections, toutes durant des qualifications à la coupe d'Afrique des nations durant l'année 1999.

## Statistiques

### En joueur
| Saison                | Club                  | Championnat           | Championnat | Championnat | Coupe nationale | Coupe nationale | Coupe de la Ligue | Coupe de la Ligue | Compétition(s) continentale(s) | Compétition(s) continentale(s) | Compétition(s) continentale(s) | Sélection | Sélection | Sélection | Total | Total |
| Saison                | Club                  | Division              | M.          | B.          | M.              | B.              | M.                | B.                | Comp.                          | M.                             | B.                             | Équipe    | M.        | B.        | M.    | B.    |
| 1992                  | Canon Yaoundé         | 1                     | -           | -           | -               | -               | -                 | -                 | LC                             | -                              | -                              | -         | -         | -         | 0     | 0     |
| Sous-total            | Sous-total            | Sous-total            | -           | -           | -               | -               | -                 | -                 | -                              | -                              | -                              | -         | -         | -         | 0     | 0     |
| 1992-1993             | AS Cannes             | 2                     | 10          | 0           | -               | -               | -                 | -                 | -                              | -                              | -                              | -         | -         | -         | 10    | 0     |
| 1993-1994             | AS Cannes R           | 4                     | 14          | 3           | -               | -               | -                 | -                 | -                              | -                              | -                              | -         | -         | -         | 14    | 3     |
| 1994-1995             | AS Cannes             | 1                     | 1           | 0           | -               | -               | -                 | -                 | C3                             | 0                              | 0                              | -         | -         | -         | 1     | 0     |
| Sous-total            | Sous-total            | Sous-total            | 11          | 0           | -               | -               | -                 | -                 | -                              | 0                              | 0                              | -         | -         | -         | 11    | 0     |
| 1995-1996             | → AS Nancy-Lorraine   | 2                     | 10          | 1           | 1               | 0               | 2                 | 0                 | -                              | -                              | -                              | -         | -         | -         | 13    | 1     |
| Sous-total            | Sous-total            | Sous-total            | 10          | 1           | 1               | 0               | 2                 | 0                 | -                              | -                              | -                              | -         | -         | -         | 13    | 1     |
| 1996-1997             | AS Cannes             | 1                     | 10          | 1           | -               | -               | 0                 | 0                 | -                              | -                              | -                              | -         | -         | -         | 10    | 1     |
| 1997-1998             | AS Cannes             | 1                     | 5           | 0           | 0               | 0               | 0                 | 0                 | -                              | -                              | -                              | -         | -         | -         | 5     | 0     |
| Sous-total            | Sous-total            | Sous-total            | 15          | 1           | -               | -               | 0                 | 0                 | -                              | -                              | -                              | -         | -         | -         | 15    | 1     |
| 1997-1998             | AZ Alkmaar            | 2                     | 11          | 1           | -               | -               | -                 | -                 | -                              | -                              | -                              | -         | -         | -         | 11    | 1     |
| Sous-total            | Sous-total            | Sous-total            | 11          | 1           | -               | -               | -                 | -                 | -                              | -                              | -                              | -         | -         | -         | 11    | 1     |
| 1998-1999             | FC Paços de Ferreira  | 2                     | 6           | 1           | -               | -               | -                 | -                 | -                              | -                              | -                              | Liberia   | 3         | 1         | 9     | 2     |
| Sous-total            | Sous-total            | Sous-total            | 6           | 1           | -               | -               | -                 | -                 | -                              | -                              | -                              | -         | 3         | 1         | 9     | 2     |
| 1999-2000             | Caldas SC             | 3                     | -           | -           | -               | -               | -                 | -                 | -                              | -                              | -                              | -         | -         | -         | 0     | 0     |
| 2000-2001             | Caldas SC             | 3                     | 10          | 0           | -               | -               | -                 | -                 | -                              | -                              | -                              | -         | -         | -         | 10    | 0     |
| Sous-total            | Sous-total            | Sous-total            | -           | -           | -               | -               | -                 | -                 | -                              | -                              | -                              | -         | -         | -         | 0     | 0     |
| 2001-2002             | AD Portomosense       | 4                     | -           | -           | -               | -               | -                 | -                 | -                              | -                              | -                              | -         | -         | -         | 0     | 0     |
| Sous-total            | Sous-total            | Sous-total            | -           | -           | -               | -               | -                 | -                 | -                              | -                              | -                              | -         | -         | -         | 0     | 0     |
| 2002-2003             | US Cagnes             | 5                     | -           | -           | -               | -               | -                 | -                 | -                              | -                              | -                              | -         | -         | -         | 0     | 0     |
| Sous-total            | Sous-total            | Sous-total            | -           | -           | -               | -               | -                 | -                 | -                              | -                              | -                              | -         | -         | -         | 0     | 0     |
| 2003-2004             | Trinité SFC           | 6                     | -           | -           | -               | -               | -                 | -                 | -                              | -                              | -                              | -         | -         | -         | 0     | 0     |
| Sous-total            | Sous-total            | Sous-total            | -           | -           | -               | -               | -                 | -                 | -                              | -                              | -                              | -         | -         | -         | 0     | 0     |
| Total sur la carrière | Total sur la carrière | Total sur la carrière | 77          | 7           | -               | -               | -                 | -                 | -                              | 0                              | 0                              | -         | 3         | 1         | 80    | 8     |

## Palmarès
| AZ Alkmaar - Eerste Divisie (1) : - Vainqueur : 1997-98 |